# Moraima Guanipa
Moraima Guanipa (Maracaibo, Venezuela, 20 de junio de 1961) es una poeta, ensayista, periodista cultural, profesora universitaria. Se graduó en Comunicación Social en la Universidad del Zulia (1985) y con Maestría en Literatura Venezolana en la Universidad Central de Venezuela (2000). Actualmente es profesora Asociada de la UCV, institución donde ejerce la docencia tanto en pregrado como en postgrado. Es periodista especializada en información cultural, ha trabajado en los diarios venezolanos El Universal, El Globo y El Impulso, y es colaboradora en distintas publicaciones culturales del país. 
Su línea de investigación es la comunicación y la información cultural, actividad que le ha merecido ser homenajeada por su “aporte invaluable al periodismo cultural y a la literatura venezolana.” El lenguaje es el centro de su reflexión poética y de su actividad docente, así lo expresó en una entrevista en el año 2010: “Yo les insisto a mis alumnos en la importancia de decir las cosas bellamente, pero también en la importancia de decirlas atendiendo a la carga ética del acto de decir públicamente.”

## Actividad profesional
Es profesora de la Escuela de Comunicación Social, desde 1998, y de la Maestría de Gestión y Políticas Culturales de la Universidad Central de Venezuela. También ha sido docente en la Maestría en Comunicación Social y la Maestría en Artes Plásticas de la UCV y en los Postgrados en Comunicación Social de la Universidad Católica Andrés Bello.
Dirigió las oficinas de Comunicación Social y de Extensión del Instituto Universitario de Estudios Superiores de Artes Plásticas Armando Reverón (1994-1996). Fue coordinadora-redactora de las Páginas Culturales de El Universal (Caracas, 1993-1994); y periodista de las Páginas Culturales de El Globo (Caracas, 1991-1993) y de El Impulso (Barquisimeto, 1985-1991).

## Proyectos de investigación
- Investigadora responsable del Proyecto “Análisis de las informaciones sobre cultura en la prensa venezolana en el tránsito del siglo XX al siglo XXI. Casos El Nacional y El Universal”. Financiado por el CDCH-UCV (N.º PI-07-7691-2009/1). 2012.[3]
- Investigadora del Proyecto "Compilación, digitalización, estudio y difusión de la revista  El Cojo Ilustrado”, coordinado por Mariantonia Palacios. Financiado por el CDCH-UCV (N.º PG-07-7538-2009/1). 2015.[4]

## Premios y reconocimientos
- Mención Premio de Poesía 60 años de la Contraloría General de la República, Venezuela (1998).

- Premio Municipal de Comunicación Social Científica “Arístides Bastidas”, mención Docencia e Investigación (2005). Municipio Libertador, Caracas.
- Premio UCV al periodismo para la mitigación de riesgos ante desastres socio-naturales. Primer Lugar (Categoría Prensa) (2005). Universidad Central de Venezuela.
- Miembro del Programa de Estímulo al Investigador, Nivel B desde 2011 y Nivel I (2004-2010) (PEI). Fundación Venezolana de Promoción al Investigador, Observatorio Nacional de Ciencia y Tecnología (ONCTI).
- Reconocimiento de la Cátedra Periodismo y Literatura, de la Universidad Arturo Michelena, Valencia, Venezuela.2017

## Algunas publicaciones
La obra escrita de Moraima Guanipa abarca varios géneros: poesía, ensayo académico, entrevistas, entre otros.

### Poemarios
Algunos de sus poemas han sido incluidos en antologías y portales literarios. Ha publicado libros y plaquettes, que han sido objeto de reseñas y comentarios especializados:
- Ser de agua (1997)
- Bogares (1998), Mención del Premio de Poesía 60 años de la Controlaría General de la República.
- Voces de Sequía (1999)
- La jaula de la sibila (2002)

### Libros
- Es autora del texto del libro Imágenes de la Universidad Central de Venezuela (1997), así como del ensayo Hechura de silencio. Una aproximación al Ars Poética de Rafael Cadenas (libro publicado en 2002 y que obtuvo el Premio Dejewara del Centro Nacional del Libro 2003). ISBN 980-002-051-7
- Es coautora, con Carlos Correa, Andrés Cañizález y Yubi Cisneros, del libro Libertad de Expresión. Una discusión sobre sus principios, límites e implicaciones publicado en 2007 por la UCAB y Libros de El Nacional. ISBN 980-244-509-7

### Capítulos en libros
- Venezuela Siglo XX. Visiones y Testimonios, coordinado por Asdrúbal Baptista y editado por la Fundación Empresas Polar (2000). ISBN 980-379-015-3[12]
- Las mujeres de Venezuela. Historia Mínima, coordinado por Inés Quintero y publicado por Fundatrapet (2003). ISBN 980-657-700-0
- Libertad de expresión. Una discusión sobre sus principios, límites e implicaciones, coordinado por Andrés Cañizález y editado por la Universidad Católica-Editorial Los Libros de El Nacional, serie Periodismo y Comunicación (2007). ISBN 980 244 509 7
- Ciudades glocales. Estéticas urbanas de la vida cotidiana venezolana, coordinado por Carlos Colina, una edición del ININCO, la Dirección de Postgrado-Facultad de Humanidades y Educación-UCV, la Escuela de Comunicación Social-UCV, el CIPOST de la UCV y el CIE de la ULA  (2007) ISBN 980-12-2745-8
- El siguiente nivel. Reflexiones -desde el postgrado- para pensar la formación del comunicador social, coordinado por Marcelino Bisbal y editado por la Universidad Católica Andrés Bello y la Fundación Konrad Adenauer (2010)
- Avances de la investigación de la comunicación en Venezuela. Colección Monografías (Grupo de Investigación Comunicación, Cultura y Sociedad). Coordinado por Carlos Arcila C. y Mabel Calderín C. y editado por la Asociación de Investigadores Venezolanos de la Comunicación, Invecom (2011). ISBN 978-980-7483-00-1
- Volver al periodismo. Repensando al país desde las comunicaciones. Colección Visión Venezuela,  coordinado por Marcelino Bisbal y editado por la  Universidad Católica Andrés Bello, UCAB, (2015). ISBN 980-244-813-5

### Artículos
- El mar ignoto de la cultura en Internet. Revista Electrónica Kalathos, N° VIII, diciembre de 2000.[13]
- El discurso incómodo: la crítica de arte en la prensa venezolana (años 60 y 70), Anuario Ininco, UCV,  Vol 17, N°2, 2005.
- “Los platos del diablo”: novela desde la novela, Revista Educare 10 (2), 2006.[14]
- La comunicación del arte en la cibercultura, Revista F@ro, Departamento de Ciencias de la Comunicación y de la Información de la Universidad de Playa Ancha, Valparaíso, Chile, Año II/Tomo 3, 2006, ISSN: 0718-2023.[15]
- Del canon a la crítica: los dilemas de un discurso canonizador, Anales de la Universidad Metropolitana, Vol. 6, N.º 2, Nueva Serie. 2006. ISSN 1856-9811.[16]
- Periodismo, comunicación y cultura: tres lados de la misma página. Una experiencia de investigación. En Memorias del II Congreso Venezolano de Investigadores de la Comunicación, 2009.[17]
- A beneficio de inventario: legados y dilemas en la enseñanza e investigación de la comunicación en la UCV, Comunicación. Estudios venezolanos de Comunicación. N.º 155, tercer trimestre 2011.[18]
- Eso que la prensa llama cultura. Análisis de la información cultural en dos medios nacionales. En Memorias del 3.er Congreso de Investigadores Venezolanos de la Comunicación (INVECOM), 2011.[19]
- La experiencia comunicativa del arte en su expresión digital, Anuario ININCO, UCV, Vol. 25, N° 1, junio, 2013, pp. 189-201.[20]
- Los temas de la cultura en la prensa: análisis temático en dos medios nacionales (1998-2008). En Avances de Investigación en Comunicación de Venezuela. Memoria IV Congreso de Investigadores Venezolanos de la Comunicación 2013. Maracaibo, 2014 ISBN 978-980-7483-01-8.[21]
- La cultura en la prensa: un rostro breve, misceláneo y espectacular, Comunicación. Estudios venezolanos de Comunicación. Primer trimestre 2014, N.º 165, pp. 38-47.[22]

### Ensayos y otros textos
- Leonor Giménez de Mendoza: «El rumbo lo fija Venezuela». Puntal. Publicación Periódica de Fundación Empresas Polar, Caracas, año 13, n.º 23, agosto de 2007, pp. 6-9. ISSN 1315-0073.
- «La suma que somos». Puntal. Publicación Periódica de Fundación Empresas Polar, Caracas, año 12, n.º 19, abril de 2006, pp. 22-27. ISSN 1315-0073.

- La poesía de María Antonieta Flores: El desierto florece en la espera . Revista Electrónica Agulha, 1996

- Un Museo que se inventó a sí mismo, Revista Imagen, 1998.
- Las fronteras borradas del arte del siglo XX: entre la euforia y el vértigo, Kalathos. Revista Cultural, n° VIII, diciembre de 2001.[23]

## Acerca de Moraima Guanipa (artículos y entrevistas)
- Miguel Marcotrigiano. “Entre el vaivén de la palabra de Moraima Guanipa”. En: Las voces de la hidra. La poesía venezolana de los años 90. Mérida; Caracas: CONAC; Ediciones Mucuglifo; UCAB, 2002, pp 281-286. ISBN 9789802443291
- Fragmento de una entrevista realizada por Diego Arroyo Gil a la periodista y docente en la Escuela de Comunicación Social de la Universidad Central de Venezuela Moraima Guanipa, publicada el domingo 4 de abril de 2010 en el cuerpo Siete Días del diario El Nacional [2]
- Entrevista. Moraima Guanipa. En: Voz de otra voz. Proyecto audio/Poético de Daniela Jaimes-Borges. Lectura de poesía hispanoamericana[24]

## Sociedades Científicas y Profesionales
- Asociación de Profesores de la Universidad Central de Venezuela, APUCV
- Colegio Nacional de Periodistas, CNP
- Sindicato Nacional de Trabajadores de la Prensa
- Círculo de Periodismo Científico de Venezuela
- Miembro Nivel Asociado de Investigadores Venezolanos de la Comunicación, INVECOM